# Filip Despotowski
Filip Despotowski, maced. Филип Деспотовски (ur. 18 listopada 1982 w Skopju, Jugosławia) – macedoński piłkarz, grający na pozycji pomocnika, reprezentant Macedonii.

## Kariera piłkarska

### Kariera klubowa
Rozpoczął karierę piłkarską w klubie Cementarnica Skopje, skąd w 2002 przeszedł do OFK Beograd. W 2004 występował najpierw w klubie Napredok Kiczewo, a potem w Vardarze Skopje. Następnie bronił barw serbskich klubów FK Bežanija i FK Mačva Šabac. W sezonie 2006/07 występował w greckim Ethnikos Pireus, po czym powrócił do Vardaru. Na początku 2008 przeniósł się do ukraińskiej Worskły Połtawa. Latem 2010 podpisał kontrakt z azerskim İnterem Baku.

### Kariera reprezentacyjna
Występował w juniorskiej i młodzieżowej reprezentacji Macedonii. Od 2009 bronił barw narodowej reprezentacji.

## Sukcesy klubowe
- zdobywca Pucharu Ukrainy: 2009